# معركة أم دريقة
معركة أم دريقة هي معركة وقعت في 16 سبتمبر عام 1988 أثناء حرب الصحراء الغربية عندما تمكنت قوات جبهة البوليساريو من مهاجمة جدار الرمال في قطاع أم دريغة وقتلت على وجه الخصوص العقيد المغربي المسؤول عن القطاع ثم انسحبت دون احتلال الأرض.

## الخلفية التاريخية
كانت العلاقات بين جبهة البوليساريو في الصحراء الغربية والمغرب قد بدأت تتحسن بدعم من حكومة الجزائر بعدما أعادت البلدان علاقاتهما الدبلوماسية في 16 مايو 1988، وأعادا فتح حدودهما المشتركة في 5 يونيو من نفس العام، وبعدما زار الملك المغربي الحسن الثاني الجزائر العاصمة في 10 يونيو للمشاركة في قمة زرالدة المغاربية.
وفي 30 أغسطس عام 1988 وافق المغرب وجبهة البوليساريو على خطة السلام التي اقترحها خافيير بيريز دي كوييار الأمين العام لمنظمة الأمم المتحدة آنذاك، والتي تنص على وقف إطلاق النار وإجراء استفتاء على تقرير المصير، ولكن كان لجبهة البوليساريو بعض التحفظات التي دفعت حكومة المغرب لأن تُعلن في 8 سبتمبر من نفس العام أنها لا تريد إجراء أيّة مفاوضات مباشرة مع جبهة البوليساريو. ونتيجة لذلك، شنّت جبهة البوليساريو هجومًا على منطقة أم دريقة في المغرب دون دعم أو إذن من حكومة الجزائر، بهدف إجبار المغرب على التفاوض وإظهار أن دعم الجزائر ليس حيويا لمقاتلي حركة الاستقلال.
كانت منطقة الجدار الغربي التي استهدفها هجوم جبهة البوليساريو واحدة من هذه النقاط المحصنة الواقعة شمال قطاع البقاري الفرعي مباشرة، والتي كانت محمية من خلال عدة نقاط دعم، ويدافع عنها مائة رجل من الجيش المغربي قبل أن تصل إليهم التعزيزات من قوات التدخل التي تنتمي إلى المجموعة الثانية من فوج المشاة الآلي الثالث، وكتيبة التدخل السريع الرابعة.

## الهجوم
اشترك في هجوم جبهة البوليساريو على قطاع أم دريقة المغربي ما بين 1500 إلى 2800 رجل مقسمين إلى أربع وحدات:
- سربتان ميكانيكيتان تألفتا من 24 عربة مصفحة من طراز بي إم بي ون، وكانتا مسؤولتان عن اختراق خط الجبهة المغربي الذي يطوق المركز المغربي.
- كتيبة آلية تتألف من 30 سيارة جيب مزودة بمدافع عديمة الارتداد من طراز بي-10، ومدافع رشاشة ثقيلة من طراز كي بي في، ومدافع رشاشة عيار 12.7 ملم، وأسلحة مضادة للدبابات.
- كتيبة آلية ثانية منظمة مثل الأولى لكي تتبع الكتيبة الأولى لمواجهة وحدات التدخل المغربية، وكان الغرض من هذه الوحدة هو احتلال المركز العسكري المغربي قبل الانسحاب المخطط له بعد ساعة ونصف من القتال.[6]
- قوة مدفعية تتألف من 15 إلى 20 دبابة من طراز تي-55 لتوفير الدعم في العمق في حالة التورط في هجوم أمامي، فهي بمثابة مدفعية متحركة.[6]

استخدم مقاتلو البوليساريو الانفصاليون في هجومهم الجيل الجديد من صواريخ 9 كي 111 فاجوت المضادة للدبابات لأول مرة.

## الجانب اللوجستي
انطلقت وحدات البوليساريو الأربع بعد مغادرتها لقاعدة الرابوني الواقعة على الحدود بين الجزائر وموريتانيا لتقطع مسافة ما يزيد عن 1000 كيلومتر من الصحراء المغربية. كانت كمية البنزين اللازمة كوقود للمركبات القتالية والشاحنات اللوجستية حوالي 2 مليون لتر، وقبل الهجوم، تجمع الانفصاليون في واد عطوي، وهو منخفض كان يحميهم من الرادارات المغربية.
بدأ هجوم البوليساريو في الساعة الخامسة صباحا على جبهة طولها 15 كيلومترا، وكان القتال الأشد يدور بين قوات التدخل المغربية والكتيبة الآلية التي نصبت لهم كمينا. وفي غضون نصف ساعة من القتال العنيف للغاية، اصطدمت عربات المعسكرين ببعضها البعض من مسافة قريبة. أثبتت صواريخ جبهة البوليساريو الجديدة أنها فعالة للغاية، وبحلول الساعة 9 صباحًا كان الهجوم قد انتهى، واستعادت القوات المغربية تمركزها في المنطقة، وعلى الرغم من أن ما يقرب من ثلثي جنودها كانوا قد قتلوا، إلا أنهم لم تقع في أيدي البوليساريو.

## الخسائر المادية والبشرية
زعمت جبهة البوليساريو بعد هجوم أم دريقة أنها تمكنت من قتل نحو 200 جندي من القوات المسلحة المغربية، وتدمير أربعة مستودعات للذخيرة، وست عربات مدرعة من طراز إيه إم إل-90، و 60 مركبة، و 34 رشاشًا، واثنتين من منصات إطلاق الصواريخ، كما ادعي انفصاليو البوليساريو أنهم أسروا 25 أسيرًا مغربيًّا وتسع مركبات وأسلحة متعددة. وعلى الجانب الآخر أعلنت الحكومة المغربية في الرباط أن خسائرها بلغت 51 قتيلاً و95 جريحاً بينما قُدرت خسائر جبهة البوليساريو بنحو 124 قتيلاً وجريحاً و4 أسرى. كانت هذه هي المرة الأولى التي تعترف فيها المغرب بتكبدها خسائر أكثر من التي تكبدتها جبهة البوليساريو. تُركت ثلاث قذائف من طراز بي إم بي-1 مدمرة في ساحة المعركة، بينما استولى المغاربة على صواريخ من طراز 9 كي 111 فاجوت التي استخدمتها قوات البوليساريو.
أوقفت جبهة البوليساريو ثلاثة ضباط من وحدة التدخل السريع التي جاءت كتعزيزات، وتسببت في فاة العقيد عبد السلام العبيدي قائد الحركة الثالثة متأثرا بجراحه بعد أن أسرته قوات البوليساريو، كما قُتل قائد الفوج الثاني من الفوج النقيب حفيدي سيدي الملياني وأسر قائد الفرقة الرابعة النقيب عبد الهادي الركراكي.
وصف المحللين العسكريين الأسبان معركة أم دريقة بكونها هزيمة للقوات المسلحة المغربية على الرغم من أن الوضع العسكري كان لا يزال في صالح المغرب وهجمات البوليساريو لم تكن تهدف لأي اختراق إقليمي وإنما لتذكير العالم كله بوجود مقاتلي الحركة وبنضالهم.

## المفاوضات
عُقد أول اجتماع بين الملك الحسن الثاني وقادة الجمهورية العربية الصحراوية الديمقراطية في مراكش في يناير 1988. ثُم أعلنت البوليساريو هدنة أحادية الجانب في فبراير 1989 قبل أن تشن هجمات جديدة بعد ستة أسابيع.